# 最终幻想 纷争 (2015年游戏)
《最终幻想 纷争》是一款在2015年推出的街机游戏，由Team Ninja开发，史克威尔艾尼克斯和太东发行。游戏在2015年2月14日千叶的日本游乐博览会（JAEPO）上公布。游戏改编自PlayStation Portable游戏《最终幻想 纷争》和《最终幻想 纷争012》，但游戏情节并非延续前作，而是采用新世界观。游戏在2015年11月开始于日本地区部署街机框体。之后史克威尔艾尼克斯宣布将推出本作的PlayStation 4版，预定将在2018年1月11日发售。PlayStation 4版本的名称为《最终幻想 纷争NT》（Dissidia Final Fantasy NT），之後又於2019年3月13日移植到Windows平台。

## 玩法
游戏战斗系统是彻底重制。游戏新增三对三战斗功能，召唤兽战斗，EX模式被改造成EX技能。

## 故事大纲
本来应该已经结束的轮回战争，却不知为何有参与过第012次与第013次轮回战争中的秩序战士们再次被召唤到轮回战争的世界里......
自从第013次轮回战争结束后，柯丝摩思和卡奥斯便失踪但是诞生了新的神名为“玛提莉雅”和“史畢利達斯”。

## 登场人物
游戏总共有38名角色，包括老角色克劳德·史特莱夫、雷霆和新角色雅·修特拉、兰萨‧贝欧伍夫、艾斯、諾克堤斯·路希斯·切拉姆、维因·卡达斯·苏里多尔、新的秩序之神“玛提莉雅”和新的混沌之神“史畢利達斯”。
※ 粗體為新角色

※ * = DLC追加登场
※ 角色名字后附加登场声优

### 可操作角色

#### 最终幻想
- 光之戰士（关俊彦）
- 加蘭德（石井康嗣）

#### 最终幻想II
- 弗利歐尼爾（绿川光）
- 皇帝（堀内贤雄）

#### 最终幻想III
- 洋蔥劍士（福山润）
- 黑暗之雲（池田昌子）

#### 最终幻想IV
- 賽希爾·哈威（程岛镇磨）
- 戈爾貝札（鹿贺丈史）
- 凱因·海溫德（山寺宏一）

#### 最终幻想V
- 巴茲·克勞薩（保志总一朗）
- 艾克斯德斯（楠见尚己）

#### 最终幻想VI
- 蒂娜·布蘭佛德（福井裕佳梨）
- 凱夫卡（千叶繁）
- 洛克·柯尔*（小野友树）

#### 最终幻想VII
- 克劳德·史特莱夫（樱井孝宏）
- 賽菲羅斯（森川智之）
- 蒂法·洛克哈特*（伊藤步）

#### 最终幻想VIII
- 史克爾·雷翁哈特（石川英郎）
- 阿爾緹米西亞（田中敦子）
- 莉诺雅·哈蒂莉*（花泽香菜）

#### 最终幻想IX
- 吉坦·特萊巴魯（朴璐美）
- 庫加（石田彰）

#### 最终幻想X
- 提達（森田成一）
- 傑克特（天田益男）
- 優娜*（青木麻由子）

#### 最终幻想XI
- 夏托托（林原惠）
- 卡姆拉纳特*（三上哲）

#### 最终幻想XII
- 梵恩（小野贤章）
- 维因·卡达斯·苏里多尔*（飛田展男）
- 加布拉斯*（大冢明夫）

#### 最终幻想XIII
- 雷霆（坂本真绫）
- 斯诺·维利亚斯*（小野大辅）

#### 最终幻想XIV
- 雅·修特拉（茅野爱衣）
- 芝诺斯·耶·加尔乌斯*（鸟海浩辅）

#### 最终幻想XV
- 諾克堤斯·路希斯·切拉姆（铃木达央）
- 艾汀·伊兹尼亚*（藤原启治）

#### 最终幻想战略版
- 兰萨‧贝欧伍夫（立花慎之介）

#### 最终幻想 零式
- 艾斯（梶裕贵）

### 非操作角色

#### 神
- 玛提莉雅（真野惠里菜）
- 史畢利達斯（高桥一生）

#### NPC
- 莫古利（诸星堇）

#### 最终头目
- 神龙

## 开发
在2015年4月10日的发布会上，索尼电脑娱乐总裁盛田厚出席并称，游戏正和PlayStation 4的核心技术一同开发。史克威尔艾尼克斯表示，他们希望先推出街机版，主机版至少晚于街机版一年推出。两个版本的演示显示关卡和图形画面不同。
史克威尔艾尼克斯的工作人员们本来在2015年时说过游戏将会有50多名角色，但在2020年2月18日却宣布游戏将会停止后续更新。